# Кораблі управління класу «Блу Рідж»
Клас «Блу Рідж» (англ. Blue Ridge-class of command ship) — це перший і єдиний клас десантних кораблів командування та управління, які спеціально розроблені від початку спеціально для цієї мети.
Клас Blue Ridge став результатом майже семи років планування та будівельних робіт. Під позначенням SCB-248 (пізніше SCB-400.65), за основу конструкції була взята схема палуби десантних вертольотоносців класу «Іводжима» завдяки здатності пілотної палуби розносити антени, щоб мінімізувати взаємні перешкоди між кількома системами зв'язку кораблів, а також здатності палуби діяти як заземлення; рубку острівного типу замінено невеликою централізованою надбудовою.
Згідно з проєктом, клас «Блу Рідж» був здатний підтримувати як штаб командувача оперативно-десантною групою, так і персонал командувача десантними силами. Кораблі були найдосконалішими об'єднаними центрами управління десантними кораблями, побудованими на той час, завдяки їхнім передовим комп'ютерним системам, великому пакету засобів зв'язку та сучасним системам спостереження та виявлення.

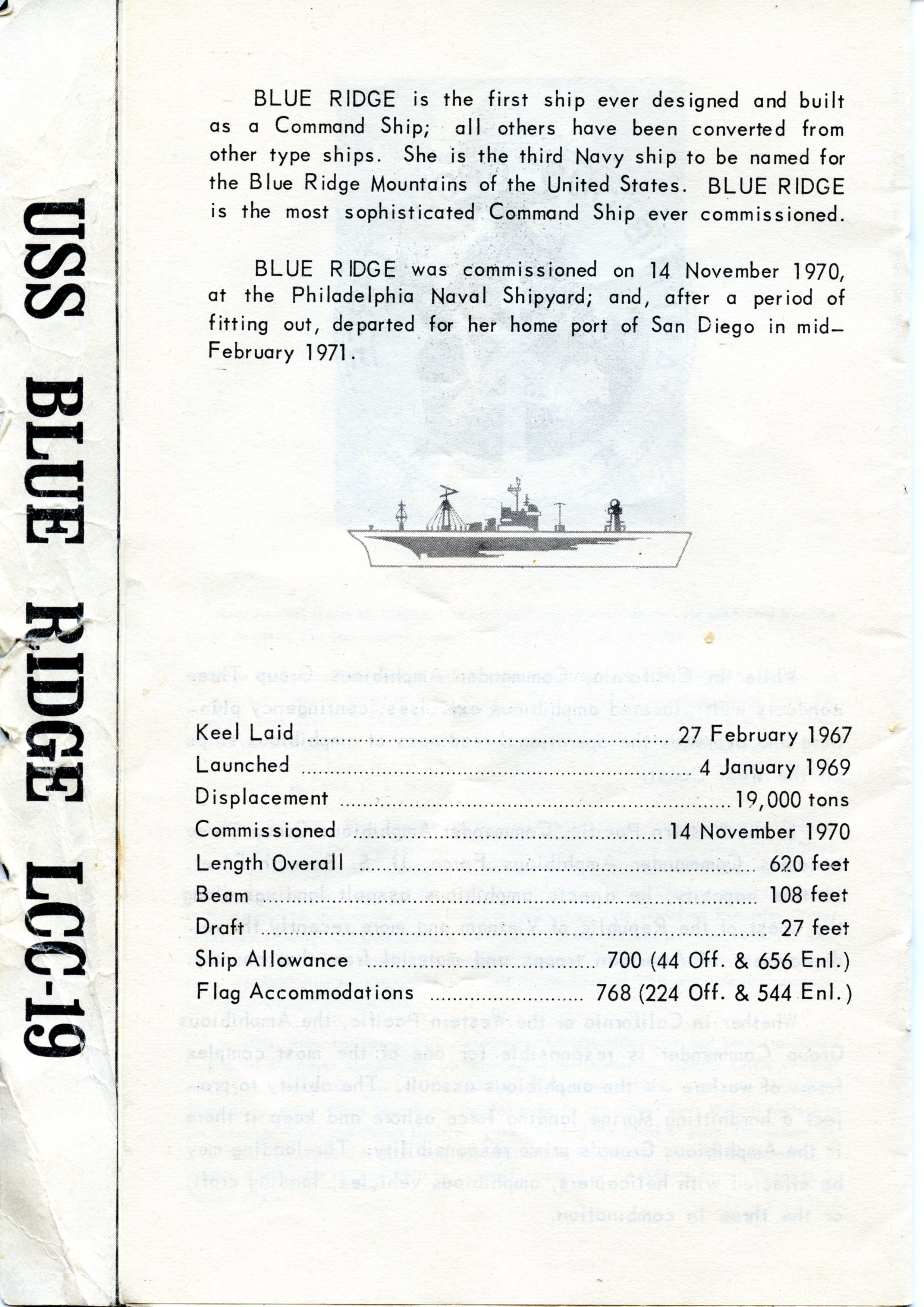
Оригінальні характеристики

На момент введення в експлуатацію кораблі класу «Блу Рідж» відзначалися тим, що вони несли найрозвиненішу у світі електроніку, на тридцять відсотків більшу, ніж найдосконалішого на той час авіаносця USS John F. Kennedy. Вони були оснащені «основною батареєю» комп'ютерів, засобів зв'язку та інших електронних засобів для виконання своєї місії командних кораблів. Удосконалена система зв'язку також була невід'ємною частиною радикально нового дизайну кораблів. Завдяки автоматизованій патч-панелі та комутаційній матриці, керованій комп'ютером, її екіпаж міг використовувати будь-яку комбінацію комунікаційного обладнання.
Далекий зв'язок ВМС США, який значною мірою залежав від високочастотних радіосистем у 1970-х роках, перейшов на переважно супутниковий зв'язок у 2000-х роках. Це виразилося  антенами long-wire, дисконними антенами та спрямованими ВЧ-ягі або логперіодичними антенами, спочатку встановленими на кораблях класу, а пізніше видаленими та заміненими кількома антенами супутникового зв'язку.

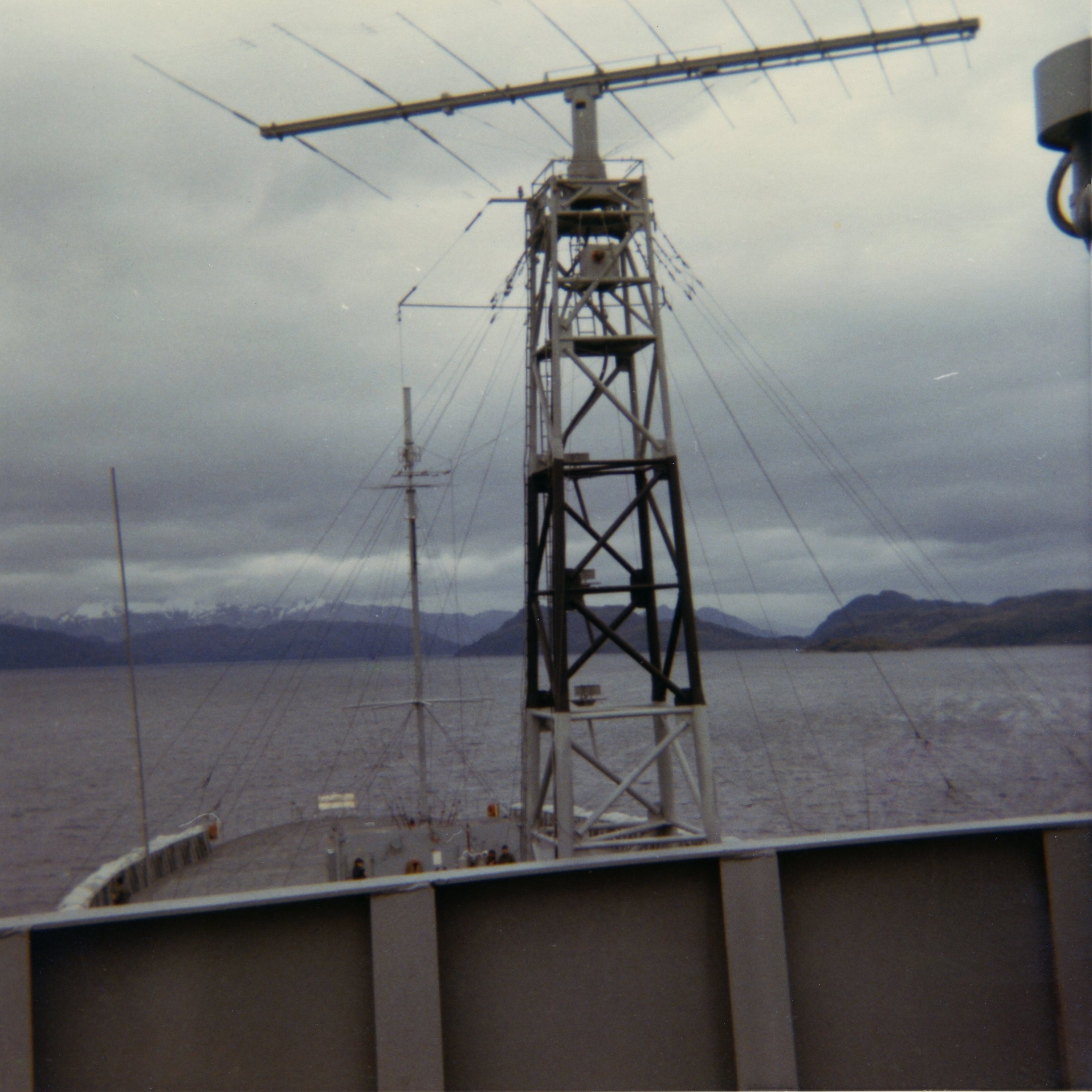
Дисконова та логперіодична антени на «Блу Рідж» у 1971 році

Окрім стрілецької зброї, клас «Блу Рідж» спочатку був озброєний двома здвоєними гарматами Mark 33 3"/50 калібру на момент введення в експлуатацію, але згодом їх було вилучено. Вони також мали дві пускові установки Mark 25 та електроніку для базової ракетної системи точкової оборони (BPDMS), яка була додана десь у 1970-х і вилучена в 1990-х. Дві 20-мм системи Phalanx CIWS були додані у 1980-х роках для точкової оборони. В останні роки вони також мали на борту 25-мм гармати Mk 38 Bushmaster.
Клас «Блу Рідж» складається з двох кораблів. Спочатку було запропоновано шість, планувалося три, а збудовано лише два.
За повідомленням «Мілітарного», корабель USS Mount Whitney (LCC20) класу Blue Ridge увійшов до складу Військово-морського флоту США 16 січня 1971 року. В серпні 2008 року відвідував Україну, тоді він завітав до Севастополя. Також неодноразово виконував різні місії та бойові завдання в Чорному та Середземному морях.

## Кораблі в класі
| Ім'я          | Номер корпусу | Будівельник                                 | Замовлено           | Закладено           | Запущено          | Здано в експлуатацію   | Статус             |
| ------------- | ------------- | ------------------------------------------- | ------------------- | ------------------- | ----------------- | ---------------------- | ------------------ |
| Blue Ridge    | LCC-19        | Військово-морська верф Філадельфії          | 31 грудня 1964 року | 27 лютого 1967 року | 4 січня 1969 року | 14 листопада 1970 року | Активний на службі |
| Mount Whitney | LCC-20        | Newport News Shipbuilding & Drydock Company | 10 серпня 1966 року | 8 січня 1969 року   | 8 січня 1970 року | 16 січня 1971 року     | Активний на службі |